# Tomas Lilja
Tomas Lilja, född 10 maj 1964, är en svensk före detta professionell ishockeyspelare.
Han tog bl.a. SM-silver (1993) och tog sig till fyra semifinaler (1990, 1991, 1993 och 1995) med Luleå HF.